# Mercado de San Antonio (Barcelona)

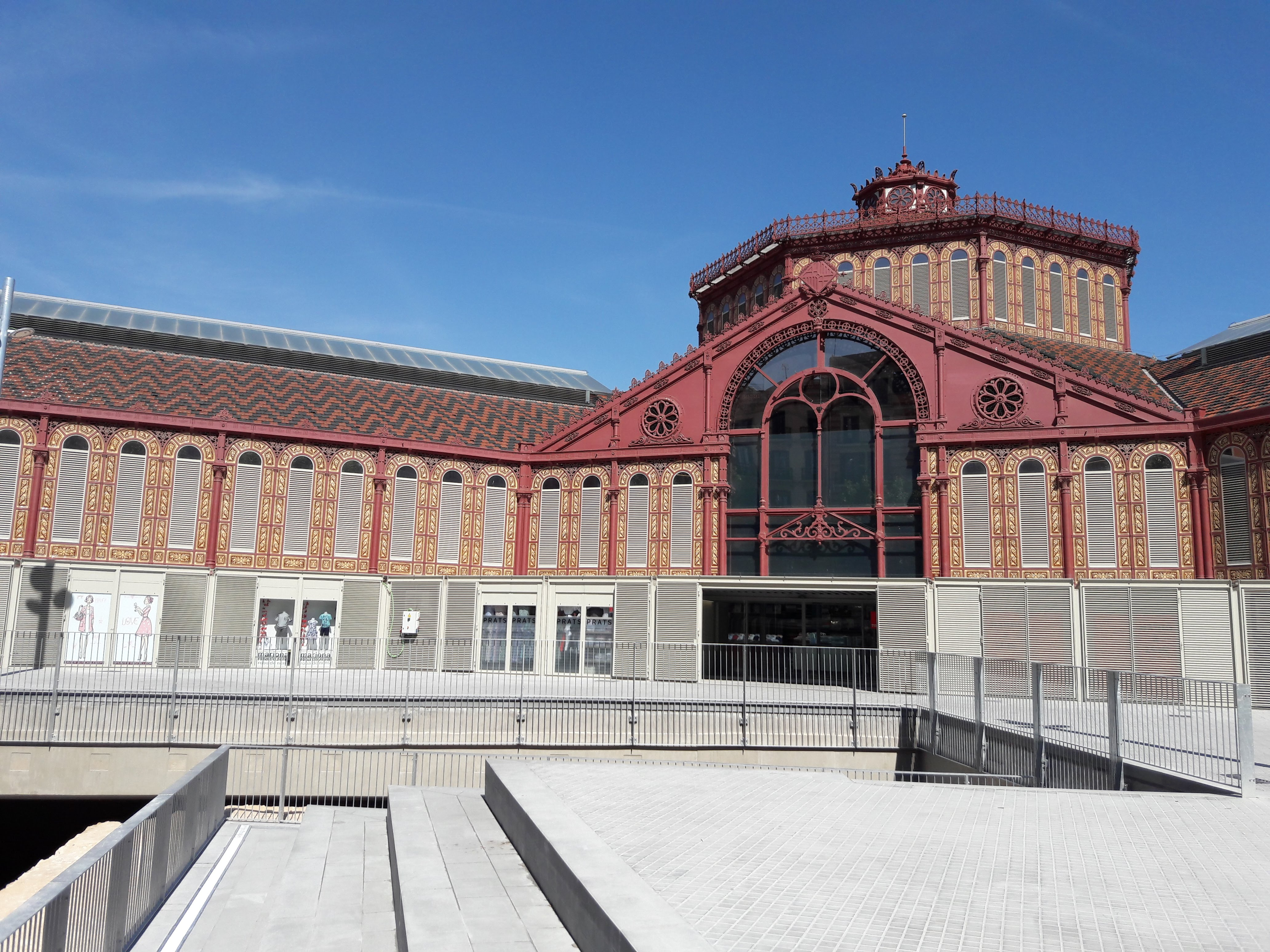
Mercado de San Antonio

El Mercado de San Antonio (oficialmente y en catalán, Mercat de Sant Antoni), es uno de los mercados más grandes e importantes de Barcelona. Lo constituyen tres mercados: el de frescos, es decir alimentos; el de ropa, también conocido como els Encants; y el Dominical que es de libros. Está localizado en una de las manzanas del distrito del Ensanche de Barcelona, donde antiguamente se encontraba el Baluarte de San Antonio (en catalán Baluard de Sant Antoni), una de las principales entradas a la ciudad amurallada.
El edificio, inaugurado en 1882, fue diseñado por el arquitecto Antoni Rovira i Trías y la construcción fue ejecutada por la empresa La Maquinista Terrestre y Marítima. Fue el primer mercado que se hizo fuera de la ciudad antigua y su ubicación obedece al plan original de Ildefonso Cerdá.
En 2007 el Ayuntamiento convocó a un concurso para remodelarlo, donde el proyecto seleccionado fue el del taller de arquitectura Ravetllat Ribas Arquitectes. La rehabilitación se inició en 2009 y su reapertura fue en mayo de 2018. 

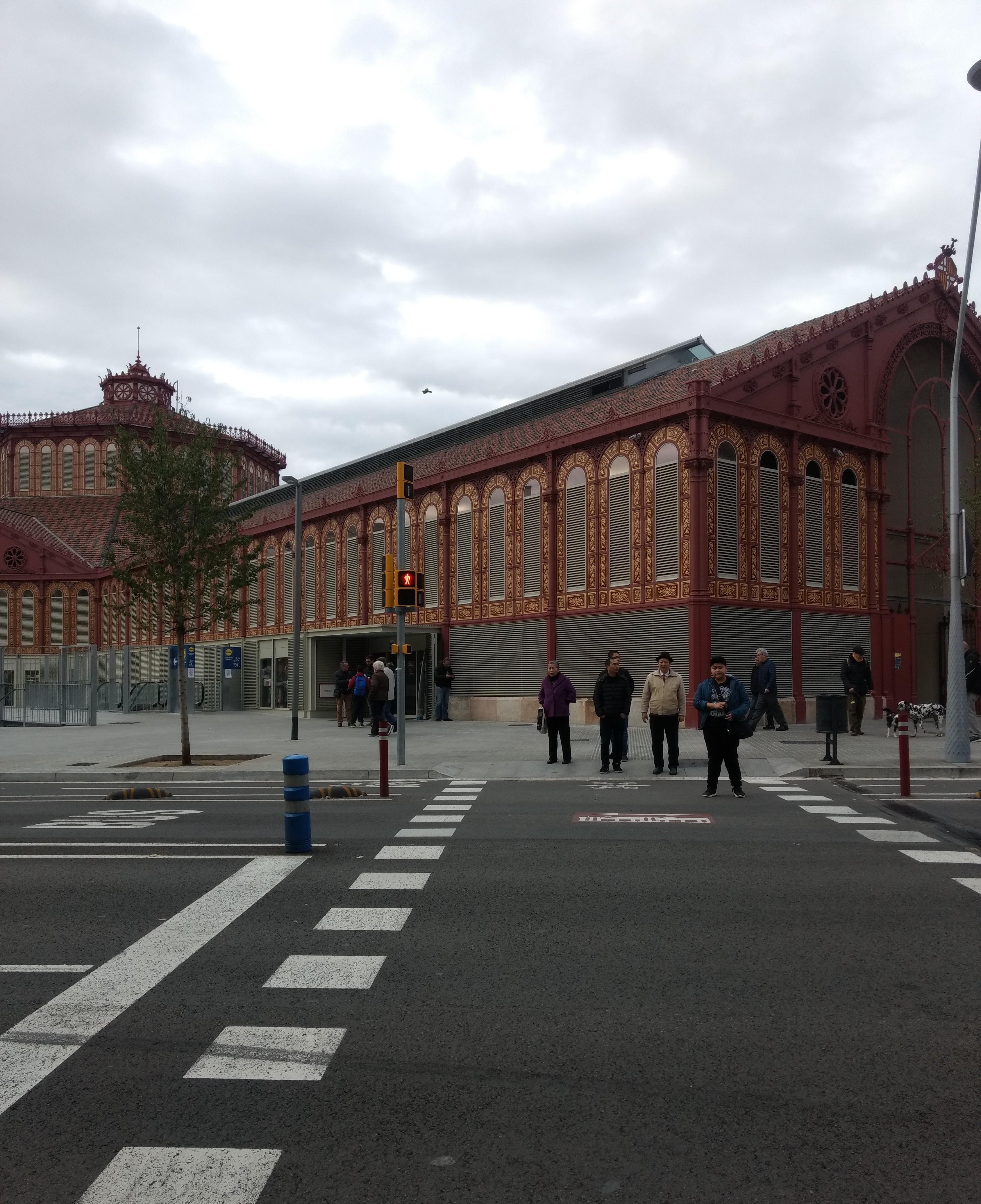
Mercado de San Antonio

Con los trabajos de obra se obtuvieron hallazgos arqueológicos que se remiten hasta a los orígenes romanos de la ciudad, mismos que se incorporaron al edificio y ahora son visitables. 

## Historia
Los orígenes del Mercado de San Antonio se remiten hasta la época de Barcino, la ciudad romana que precede a la Barcelona actual y de la que datan las murallas que fueron reforzadas con baluartes en el siglo XVII y delimitaron la extensión territorial de la ciudad hasta la mitad del siglo XIX.
Fue hacia el siglo II, entre los años de 270 y 300 d. C. que Claudio II, el entonces gobernante de Barcino, ante los frecuentes ataques provenientes de otros pueblos ordenó reforzar la protección de la ciudad por medio de la construcción de una muralla sobre las bases de la ya existente que databa del siglo I a. C. Ésta se compuso por un doble muro, cuyo espesor ariaba entre los dos y ocho metros, y 81 torres de dieciocho metros de altura; diez de ellas con la característica de ser de base semicircular, y no rectangular como la mayoría, fungían también como ingresos.

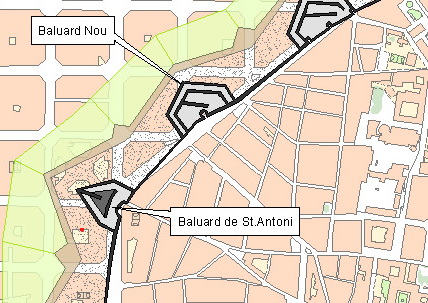
La muralla y el Baluarte de San Antonio superpuesta con la trama actual de Barcelona

En las cercanías de una de las puertas de ingreso de la zona poniente de la muralla fue levantado en el siglo XV el convento de San Antonio Abad. Los Antoninos, quienes llegaron a Barcelona ese siglo, construyeron también un templo y un hospital, con lo que al paso del tiempo se consolidaría a su alrededor el barrio de San Antonio y el portal pasaría a ser conocido por el mismo nombre.
Posteriormente, la mejora de las técnicas militares que hubo entre los siglos XV y XVII hizo necesario reforzar las estructuras defensivas de la ciudad y en 1644, durante la guerra de los Segadores (1640-1652), frente al portal de San Antonio se inició la construcción de un baluarte.
El Baluarte de San Antonio (en catalán Baluard de Sant Antoni) se irguió en una zona que desde la época romana siempre había sido fundamental para la comunicación de la ciudad con extramuros, pues desde la fundación de la ciudad de Barcino fue parte del camino de la Vía Augusta. Así que para el siglo XV el baluarte tenía la función de proteger una de las principales entradas de la ciudad.
A mediados del siglo XIX, a causa de las limitaciones espaciales que imponía la muralla, Barcelona sufrió de sobrepoblación que derivó en una situación de insalubridad alarmante. En un periodo comprendido por 32 años la población había incrementado más del doble y la necesidad de espacios para habitar llevó a la edificación vertical con una trama cada vez más cerrada que limitaba el asoleamiento y la ventilación adecuada. Esta situación llevó a que en 1841 el Ayuntamiento convocara a un concurso para exponer las ideas sobre las ventajas que podría tener para la ciudad el derribo de las murallas. El ganador fue el trabajo del médico e higienista Pere Felip Monlau y tiene por título una idea que predominaba en el pensar de la época, incluso entre los conservadores: Abajo las murallas!!!

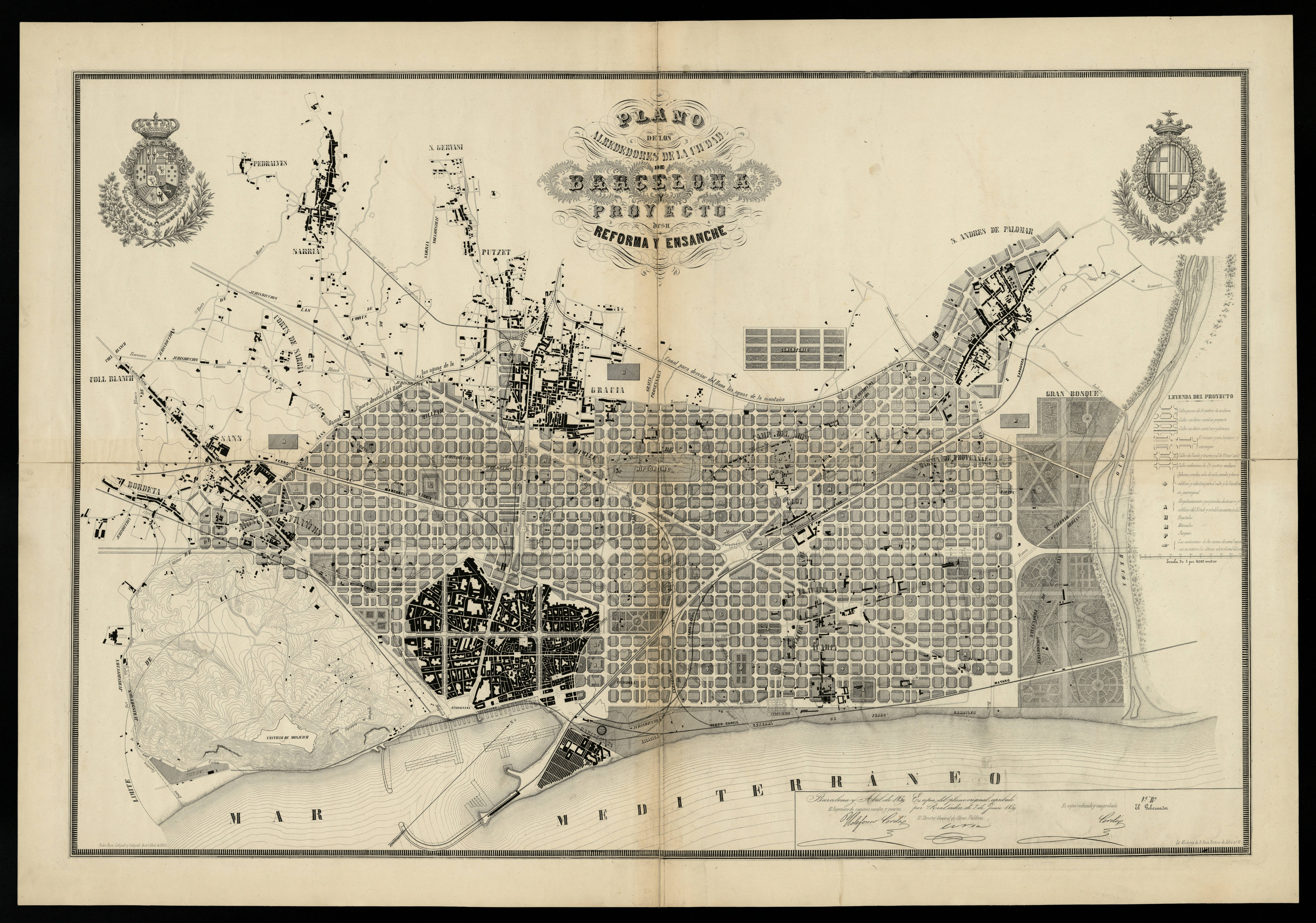
Plano del Ensanche de Barcelona, ideado por Ildefonso Cerdá.

Por fin, en 1854, tras una Real Orden fueron derribadas las murallas y Barcelona comenzó su expansión siguiendo el proyecto Teoría General de la Urbanización de Ildefonso Cerdá. El Ensanche (l’Eixample en catalán) atendió además de las necesidades espaciales e higiene, la distribución de los equipamientos tales como los mercados. Así pues, contempló el uso de una manzana entera ubicada entre la ciudad nueva y la vieja para la creación de un mercado que sustituyera al del Pedró y que sería el primero en construirse fuera de la ciudad vieja: el de San Antonio, que le debe su nombre al convento y el baluarte que allí se encontraban.

## Arquitectura
El Mercado de San Antonio fue diseñado por el entonces arquitecto municipal Antoni Rovira i Trias, se edificó entre 1872 y 1882. Responde a la necesidad de generar un espacio de intercambio comercial protegido de la intemperie pero que no fuera cerrado completamente, amplio, ventilado e iluminado, atributos que fueron logrados gracias a la introducción del hierro forjado en las técnicas constructivas de la época. El diseño estructural y la construcción fueron llevados a cabo precisamente por una empresa barcelonesa especializada en el ámbito, la Maquinista Terrestre i Marítima.
El edificio está constituido por cuatro cuerpos longitudinales de cubiertas a dos aguas que se encuentran dispuestos en torno a un espacio central de mayor altura cubierto por un cimborrio octogonal con linterna. Visto en planta tiene forma de cruz griega y cada uno de los brazos se encuentra orientado hacia una de las esquinas achaflanadas de la manzana; de esta disposición resultan cuatro plazas de forma trapezoidal entre las naves. Cuenta con un total de ocho ingresos, los cuatro principales corresponden a las fachadas de las esquinas, mientras que los demás están distribuidos en cada una de las plazas. Originalmente, el recinto se encontraba rodeado por un muro y una verja que seguía paralelamente el perímetro de la manzana y cerraba las plazas interiores.
Su estilo pertenece a la arquitectura del hierro que se caracterizó por lograr en su lenguaje formal un mayor dinamismo volumétrico, y los programas decorativos tendieron a ser historicistas medievales. En el edificio se aprecian el neogótico en los dos rosetones dispuestos de forma simétrica en los frontones de cada una de las fachadas principales, y el románico en la linterna del cimborrio con una composición radial. Mientras el revestimiento exterior del cerramiento de cerámica vidriada remite a la decoración catalana tradicional.

## Modificaciones y rehabilitación

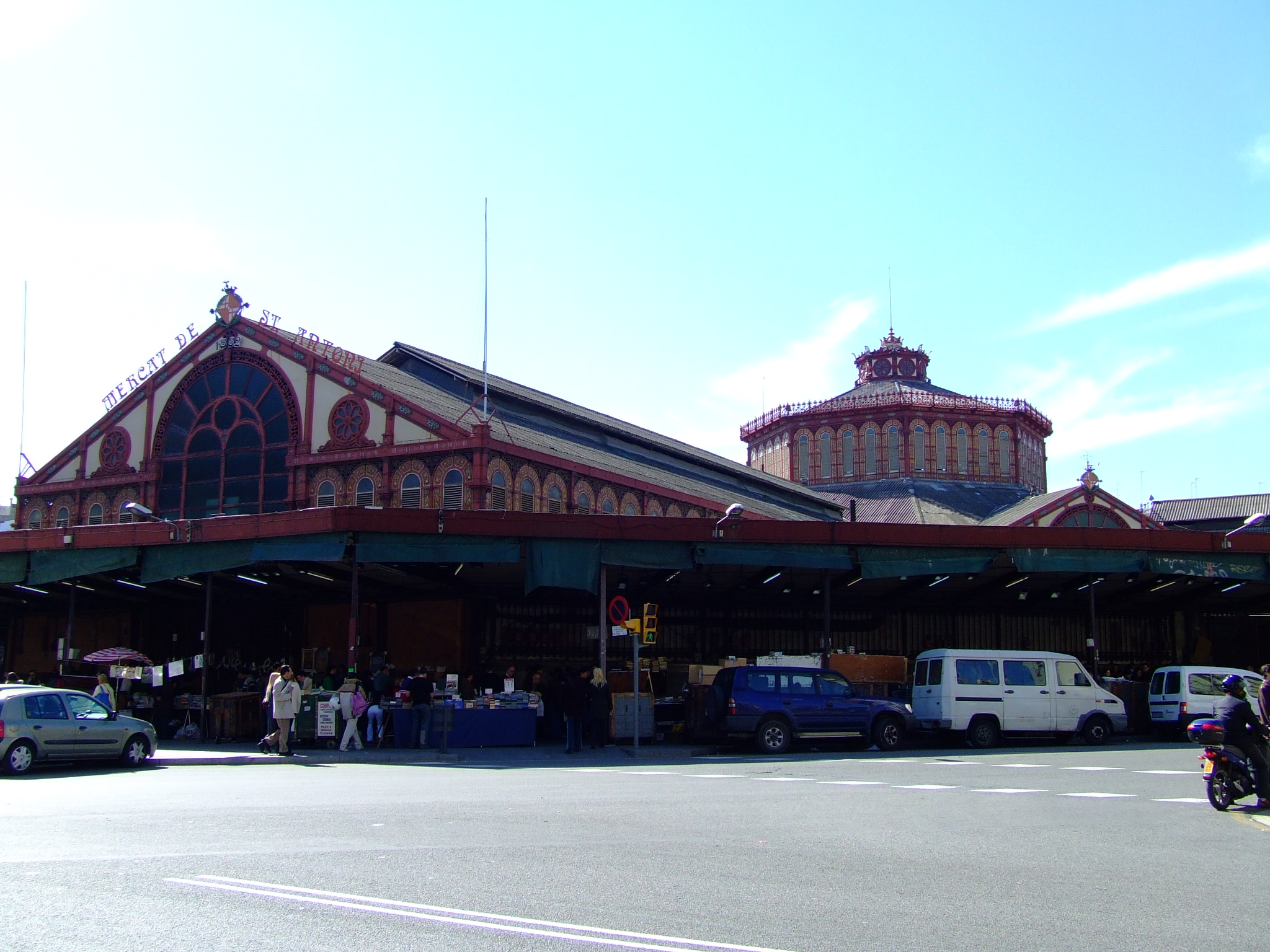
Mercado de San Antonio antes de la remodelación de 2009. Los alrededores del mercado se encontraban completamente ocupados por puestos de venta, bodegas y áreas de carga y descarga.

El mercado ha tenido tres intervenciones documentadas después de su construcción. La primera de ellas fue después de un estudio realizado en 1986 acerca del estado del edificio y que se precisó hacer reformas estructurales. La siguiente fue en 1992 cuando para el centenario de su inauguración fueron repintadas las fachadas. Además de otras modificaciones que no están documentadas en las que perdió algunos de sus elementos decorativos originales como las tejas de cerámica vidriada que fueron sustituidas por otras de uralita. La última de ellas estuvo a cargo del taller de arquitectos Ravetllat Ribas Arquitectes, se inició en 2009 como resultado de un concurso convocado por el Ayuntamiento en 2007.

### Proyecto de rehabilitación 2009-2018

#### Planta
Visto desde planta, en su distribución se logró la coexistencia del mercado alimentario y el de textiles en el interior del edificio, aunque con sus espacios perfectamente definidos y separados uno de otro. En el centro del edificio se encuentran los locales de venta de frescos, a los que se puede acceder y recorrer directamente por los ingresos de los chaflanes. En el espacio perimetral del edificio, de donde fueron retirados los almacenes que existían adosados a las paredes, se adecuaron los puntos de venta para el mercado de els Encants, a ellos comunican todas las puertas del edificio.

#### Sección
En la intervención vista desde la sección, la prioridad que fue la conservación íntegra la parte aérea del edificio y de los tres sótanos. En este primer aspecto se encuentra la conservación total de la distinción volumétrica entre el cimborrio central que sobresale por encima de las cubiertas de las naves, así como la reincorporación de la teja de cerámica vidriada en sus cubiertas que dan sentido a la composición total de las fachadas del edificio. Respecto a los sótanos, el primero de ellos se destina enteramente a los nuevos usos comerciales, los siguientes dos se componen de dos partes: una central destinada a carga y descarga que tiene una altura única, y la segunda reservadas para aparcamiento y bodegas.

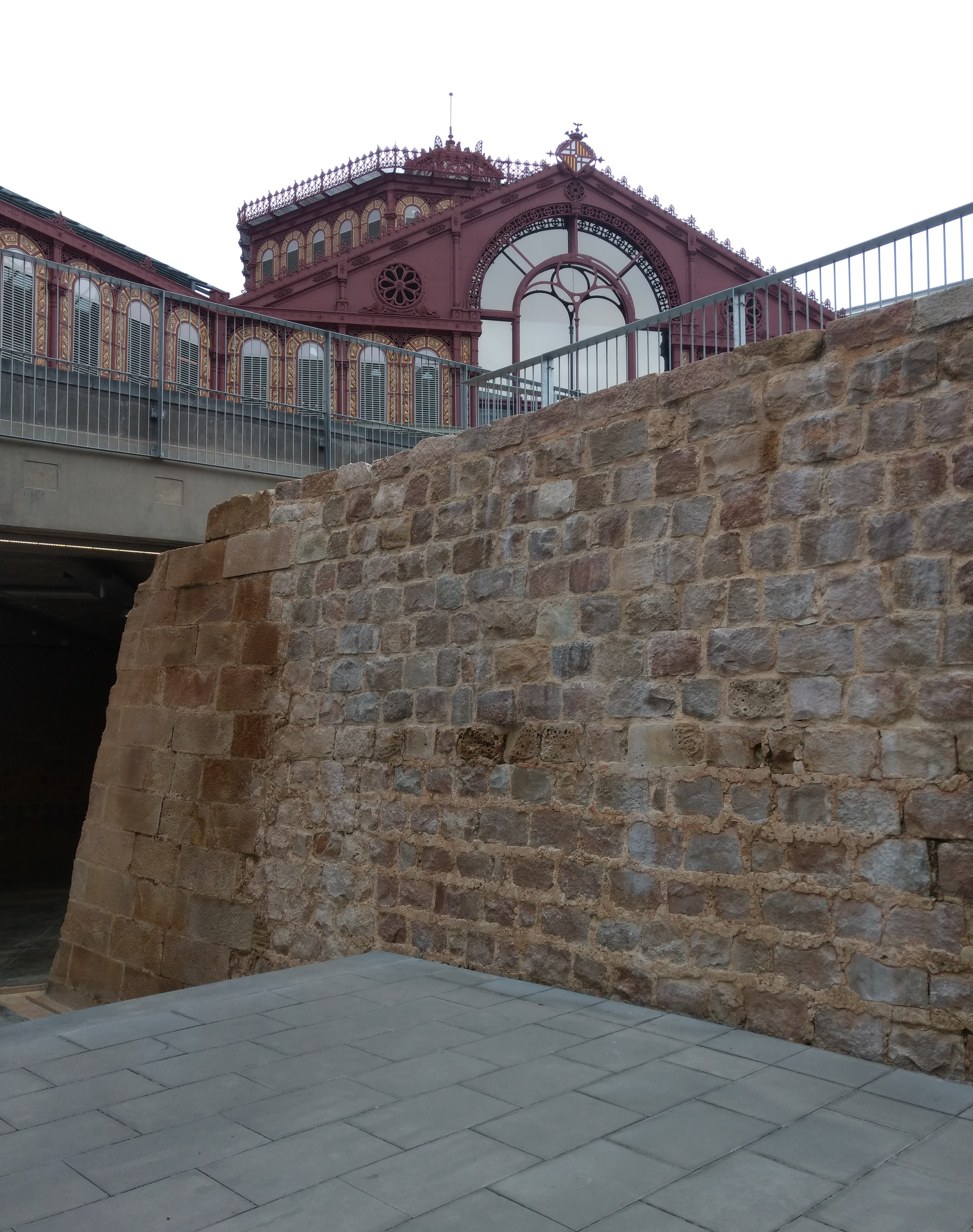
Tramo del Baluarte de San Antonio expuesto en el mercado. Área de espacio público.

#### Espacio público
La construcción de los sótanos tuvo el objetivo de liberar las cuatro plazas inscritas entre las naves del mercado que anterioremtente eran utilizadas para las actividades logísticas (como áreas de almacentamiento y de carga y descarga). Ahora que se han incorporado al espacio público de la ciudad y permiten que el edificio tenga mayor visibilidad desde la calle y los ingresos son más accesibles.

#### Baluarte y hallazgos arqueológicos
Como resultado de las excavaciones se precisó realizar trabajos arqueológicos para la preservación de los restos del Baluarte de San Antonio, junto con los hallazgos que se hicieron de una vía romana que iba desde Roma hasta Cádiz, y los mausoleos de familias romanas de Barcino, lechos funerarios, y una escultura romana de la cabeza de un adolescente.
Una parte del baluarte y de la contraescarpa se integraron al mercado para ser exhibidas y se acompañan de paneles informativos que describen brevemente los hechos históricos que dan valor al emplazamiento del mercado.

## Catalogación del edificio
El ayuntamiento de Barcelona y la Generalidad de Cataluña han catalogado al Mercado de San Antonio como Bien Cultural de Interés Local (BCIL), de acuerdo con los niveles de catalogación de Protección a los Mercados. Con lo que se otorga mantenimiento del volumen, las fachadas originales y del espacio interior; asimismo, plantea la recuperación de la tipología y forma original retirando los elementos agregados.